# Bataille de Marietta
Guerre de Sécession
Batailles
- Rocky Face Ridge
- Resaca
- Adairsville
- New Hope Church
- Pickett's Mill
- Dallas
- Kolb's Farm
- Kennesaw Mountain
- Marietta
- Noonday Creek
- Pace's Ferry
- Peachtree Creek
- Atlanta
- Ezra Church
- Brown's Mill
- Utoy Creek
- Dalton
- Lovejoy's Station
- Jonesborough

La bataille de Marietta est une série d'opérations militaires du 9 juin au 3 juillet 1864, dans le comté de Cobb en Géorgie, entre les forces de l'Union et confédérés au cours de la guerre de Sécession. Les forces de l'Union, dirigées par le major général William Tecumseh Sherman, rencontrent l'armée du Tennessee confédérée, dirigée par le général Joseph E. Johnston, retranchée près de Marietta. Plusieurs engagements sont menés au cours de cette période de quatre semaines, y compris les batailles de Pine Mountain (14 juin), Gilgal Church (15 juin), Kolb's Farm (22 juin), et Kennesaw Mountain (27 juin 1864). Sherman force Johnston à retraiter partiellement le 18 juin pour protéger ses lignes de ravitaillement, mais les forces de l'Union ne sont pleinement victorieuses que le 3 juillet.
Le 14 juin 1864, le général confédéré Leonidas Polk, cousin au second degré de l'ancien président des États-Unis James K. Polk reconnait les positions ennemies à proximité de Marietta, en Géorgie, avec son état-major, lorsqu'il est tué au combat par un obus fédéral de 3 pouces (76,2 mm) à Pin Mountain. Le feu de l'artillerie est lancé lorsque Sherman repère un groupe d'officiers confédérés - Polk, Hardee, Johnston, et leurs états-majors - dans une zone exposée. Il les indique au major général Oliver O. Howard, commandant du IV corps, et lui ordonne de tirer sur eux. La 5th Indiana Battery, commandée par le capitaine Peter Simonson, obéit à l'ordre en quelques minutes. Le premier tir est proche et le second encore plus près, ce qui provoque la dispersion des hommes. Le troisième obus frappe Polk au bras gauche, lui traverse la poitrine, et sort en heurtant son bras droit puis explose contre un arbre, coupant Polk presque en deux.